# 征露耳介
征露耳介（学名：Aurila chengluwan）为半花介科耳介屬下的一个种。